# Hockeria testaceitarsis
Hockeria testaceitarsis is een vliesvleugelig insect uit de familie bronswespen (Chalcididae). De wetenschappelijke naam is voor het eerst geldig gepubliceerd in 1908 door Cameron.